# Объект 769
Объект 769 — советская опытная боевая машина пехоты. Разработана в конструкторском бюро Челябинского тракторного завода. Серийно не производилась.

## История создания
«Объект 769» создавался в рамках ОКР «Бокс», целью которой являлось усовершенствование конструкции БМП-1. Работы велись на конкурсной основе в конструкторских бюро Челябинского тракторного завода и Курганского машиностроительного завода. Машина разрабатывалась в конструкторском бюро Челябинского тракторного завода параллельно с опытной БМП «Объект 768».
Причиной создания такого варианта машины послужила разработка боевого отделения для новой боевой машины пехоты с установкой 30-мм малокалиберной автоматической пушки. Однако мнения конструкторских бюро разделились. Поэтому каждое бюро вело свою независимую разработку новой боевой машины пехоты. Работы по «Объекту 769» велись под руководством П. П. Исакова. В результате был изготовлен один опытный образец, но военными был принят к войсковым испытаниям вариант созданный в СКБ Курганского машиностроительного завода.

## Описание конструкции

### Вооружение
В качестве основного вооружения использовалась нарезная малокалиберная автоматическая пушка 2А42, которая была размещена в двухместной башне машины. Возимый боекомплект составлял 500 патронов.
В качестве дополнительного вооружения использовались два 7,62-мм пулемёта ПКТ. Первый был установлен в башне и спарен с орудием 2А42. Второй был установлен в специальной вращающейся башенке командира. Общий возимый боекомплект составлял 2000 патронов.
Кроме того, на крыше башни была установлена пусковая установка с противотанковыми управляемыми ракетами 9М113 «Конкурс». В машине могло перевозиться до 4 ПТУР.

### Ходовая часть
Ходовая часть Объекта 769 была полностью заимствована с опытной БМП Объект 768.

## Тактико-технические характеристики
- Масса — 13,8 тонн
- Численность экипажа (десанта) — 3 (7) человек
- Габаритные размеры (длина х ширина х высота) — 6735 x 3150×2450 мм.
- Вооружение: пушка — 1 штука, калибр — 30 мм, боекомплект — 500 выстрелов
- пулемет — 2 штуки, калибр — 7,62 мм, боекомплект — 2000 патронов
- противотанковая управляемая ракета — 2 штуки
- Броневая защита — противопульная
- Мощность двигателя — 320 лошадиных сил
- Скорость максимальная — 65 км/час
- Запас хода по шоссе — 550 км.
- Скорость преодоления водных преград на плаву — 7 км/час[3]

## Сохранившиеся экземпляры
Единственный сохранившийся  экземпляр находится в Бронетанковом музее в городе Кубинка.